# Paspalidium reflexum
Paspalidium reflexum är en gräsart som beskrevs av Robert D. Webster. Paspalidium reflexum ingår i släktet Paspalidium och familjen gräs. Inga underarter finns listade i Catalogue of Life.